# Syysjärvi (sjö i Joutsa, Mellersta Finland)
Syysjärvi är en sjö i kommunen Joutsa i landskapet Mellersta Finland i Finland. Arean är 38 hektar och strandlinjen är 4,09 kilometer lång. Sjön  ingår i Kymmene älvs huvudavrinningsområde.   Den ligger omkring 35 kilometer söder om Jyväskylä och omkring 210 kilometer norr om Helsingfors. 